# Xã Seavey, Quận Aitkin, Minnesota
Xã Seavey (tiếng Anh: Seavey Township) là một xã thuộc quận Aitkin, tiểu bang Minnesota, Hoa Kỳ. Năm 2010, dân số của xã này là 61 người.